# گرابنشتت
گرابنشتت (به آلمانی: Grabenstätt) یک شهر در آلمان است که در بایرن واقع شده‌است.

## خصوصیات
گرابنشتت ۳۷٫۸۱ کیلومترمربع مساحت دارد ۵۲۶ متر بالاتر از سطح دریا واقع شده‌است.